# Полярное разложение
Полярное разложение — представление квадратной матрицы {\displaystyle A} в виде произведения эрмитовой {\displaystyle S} и унитарной {\displaystyle U} матриц {\displaystyle A=SU}. Является аналогом разложения любого комплексного числа в виде {\displaystyle z=|z|e^{i\varphi }}.

## Свойства
- Любую квадратную матрицу {\displaystyle A} над {\displaystyle \mathbb {R} } (над {\displaystyle \mathbb {C} }) можно представить в виде {\displaystyle A=SU}, где {\displaystyle S} — симметрическая (эрмитова) неотрицательно определённая матрица, {\displaystyle U} — ортогональная (унитарная) матрица. Если матрица {\displaystyle A} невырождена, то такое представление единственно[1].
- Любую матрицу {\displaystyle A} можно представить в виде {\displaystyle A=UDW}, где {\displaystyle U} и {\displaystyle W} — унитарные матрицы, {\displaystyle D} — диагональная матрица[1].
- Если {\displaystyle A=S_{1}U_{1}=U_{2}S_{2}} — полярные разложения невырожденной матрицы {\displaystyle A}, то {\displaystyle U_{1}=U_{2}}[1].

## Существование
Докажем, что любую квадратную матрицу {\displaystyle A} над {\displaystyle \mathbb {R} } можно представить в виде произведения симметрической неотрицательно определённой матрицы и ортогональной матрицы.
Так как {\displaystyle {\left(A^{T}A\right)}^{T}=A^{T}A}, то матрица {\displaystyle A^{T}A} симметричная. Существует базис, который можно обозначить через {\displaystyle {\vec {e}}}, состоящий из ортонормированных собственных векторов матрицы {\displaystyle A^{T}A}, расположенных в порядке убывания собственных значений.
Так как {\displaystyle (A^{T}(x),y)=(x,A(y))}, то для любых векторов {\displaystyle e_{i}} и {\displaystyle e_{j}} базиса {\displaystyle e} выполняется {\displaystyle \lambda _{i}({\vec {e_{i}}},{\vec {e_{j}}})=(A^{T}A({\vec {e_{i}}}),{\vec {e_{j}}})=(A({\vec {e_{i}}}),A({\vec {e_{j}}}))}. Значит, образ базиса {\displaystyle e} относительно преобразования {\displaystyle A} ортогональный (сохраняются углы между векторами базиса, но не их длины). При проведении преобразования {\displaystyle A} векторы {\displaystyle {\vec {e_{i}}}} базиса {\displaystyle e} преобразуются в векторы {\displaystyle {\sqrt {\lambda _{i}}}{\vec {e_{k}}}}.
Сингулярные числа матрицы {\displaystyle A} — квадратные корни {\displaystyle {\sqrt {\lambda _{i}}}} из собственных значений матрицы {\displaystyle A^{T}A}.
Отсюда очевидно, что {\displaystyle \lambda _{i}\geq 0}. Так как в рассматриваемом базисе векторы расположены в порядке убывания собственных значений, то существует такое число {\displaystyle r}, что {\displaystyle \forall i\leq r\rightarrow \lambda _{i}>0}.
Пусть {\displaystyle f} — система векторов {\displaystyle {\vec {f_{i}}}={{\vec {A(e_{i})}} \over {\sqrt {\lambda _{i}}}}} при {\displaystyle i<r}, дополненная до ортонормированного базиса произвольным образом. Пусть {\displaystyle Q} — матрица перехода из базиса {\displaystyle e} в базис {\displaystyle f}. Так как оба базиса ортонормированные, то матрица {\displaystyle Q} ортогональная. Так как {\displaystyle Q^{-1}A(e_{i})=Q^{-1}\left({\sqrt {\lambda _{i}}}f_{i}\right)={\sqrt {\lambda _{i}}}e_{i}}, то существует ортонормированный базис из собственных векторов матрицы {\displaystyle Q^{-1}A}. Это значит, что матрица {\displaystyle Q^{-1}A} в базисе {\displaystyle {\vec {e}}} имеет диагональный вид, а потому в произвольном ортонормированном базисе симметрична.
Итак, {\displaystyle A=QQ^{-1}A=Q(Q^{-1}A)}, где матрица {\displaystyle Q} ортогональная, а матрица {\displaystyle Q^{-1}A} симметричная.